# Chorwacja na Letnich Igrzyskach Olimpijskich Młodzieży 2010
Chorwację na Letnich Igrzyskach Olimpijskich Młodzieży 2010 w Singapurze reprezentowało 25 sportowców w 12 dyscyplinach.

## Skład kadry

### Gimnastyka
| Zawodnik     | Konkurencja                 | Wynik |
| ------------ | --------------------------- | ----- |
| Filip Boroša | Wielobój indywidualnie      |       |
| Filip Boroša | Skok przez konia            |       |
| Filip Boroša | Ćwiczenia wolne             |       |
| Filip Boroša | Ćwiczenia na kołach         |       |
| Filip Boroša | Ćwiczenia na koniu z łękami |       |
| Filip Boroša | Ćwiczenia na poręczach      |       |
| Filip Boroša | Ćwiczenia na drążku         |       |

### Judo
| Zawodnik      | Konkurencja                  | Wynik |
| ------------- | ---------------------------- | ----- |
| Barbara Matić | Kategoria do 63 kg dziewcząt |       |

### Kajakarstwo
| Zawodnik      | Konkurencja        | Wynik |
| ------------- | ------------------ | ----- |
| Matija Buriša | C1 slalom chłopców |       |
| Matija Buriša | C1 sprint chłopców |       |

### Koszykówka
| Zawodnik                                                      | Konkurencja      | Wynik |
| ------------------------------------------------------------- | ---------------- | ----- |
| Matej Buovac Tomislav Grubišić Stipe Krstanović Marko Ramljak | Turniej chłopców |       |

### Lekkoatletyka
| Zawodnik           | Konkurencja             | Wynik |
| ------------------ | ----------------------- | ----- |
| Ines Ikić          | Trójskok dziewcząt      |       |
| Romana Tea Kirinić | Bieg na 400 m dziewcząt |       |
| Ivan Horvat        | Skok o tyczce chłopców  |       |

### Pływanie
| Zawodnik     | Konkurencja                        | Wynik |
| ------------ | ---------------------------------- | ----- |
| Ivan Biondić | 100 m stylem grzbietowym chłopców  |       |
| Ivan Biondić | 200 m stylem grzbietowym chłopców  |       |
| Ivan Capan   | 50 m stylem klasycznym chłopców    |       |
| Ivan Capan   | 100 m stylem klasycznym chłopców   |       |
| Ivan Levaj   | 50 m stylem dowolnym chłopców      |       |
| Ivan Levaj   | 100 m stylem dowolnym chłopców     |       |
| Malbel Sulić | 100 m stylem grzbietowym dziewcząt |       |
| Malbel Sulić | 200 m stylem grzbietowym dziewcząt |       |

### Strzelectwo
| Zawodnik           | Konkurencja                     | Wynik |
| ------------------ | ------------------------------- | ----- |
| Valentina Pereglin | Pistolet pneumatyczny dziewcząt |       |
| Tanja Perec        | Karabin pneumatyczny dziewcząt  |       |
| Tiziano Šuran      | Karabin pneumatyczny chłopców   |       |

### Taekwondo
| Zawodnik  | Konkurencja                  | Wynik |
| --------- | ---------------------------- | ----- |
| Rea Budić | Kategoria do 63 kg dziewcząt |       |

### Tenis stołowy
| Zawodnik     | Konkurencja              | Wynik |
| ------------ | ------------------------ | ----- |
| Mateja Jeger | Gra pojedyncza dziewcząt |       |
| Luka Fučec   | Gra pojedyncza chłopców  |       |

### Tenis ziemny
| Zawodnik   | Konkurencja             | Wynik       |
| ---------- | ----------------------- | ----------- |
| Mate Pavić | Gra pojedyncza chłopców | 1 runda     |
| Mate Pavić | Gra podwójna chłopców   | Ćwierćfinał |

### Triathlon
| Zawodnik   | Konkurencja              | Wynik       |
| ---------- | ------------------------ | ----------- |
| Sara Vilić | Indywidualnie dziewczęta | 23. miejsce |

### Wioślarstwo
| Zawodnik                  | Konkurencja       | Wynik |
| ------------------------- | ----------------- | ----- |
| Asja Žero                 | Jedynki dziewcząt |       |
| Mate Ledenko Mile Čakarun | Dwójki chłopców   |       |